# Steninge glasbruk
Steninge glasbruk var ett glasbruk i Steninge (dåvarande Steningestrand), Steninge socken, Halmstads kommun. Glasbruket var i drift 1874-1917.
Alfred Bexell som då bodde på Fjelldalen i Harplinge socken köpte 1872 delar av en gård i Ly, Steninge socken med tillhörande markområden i Undars mosse. Detta område blev grunden när Bexell tillsammans med provinsialläkaren P.O. Sjöstrand och godsägaren Ludvig von Segebaden 1873 gick samman om att anlägga ett glasbruk vid Steningestrand. Bolagsordningen för Steninge Glasbruks AB fastställdes 17 oktober 1873. Bland de större aktietecknarna märkes Bexell, Sjöstrand, Ludvig von Segebaden och Sewerin Sjöstrand från Tranemo som 1874 flyttade till Steninge och blev glasbrukets förste disponent.
Glasbruket inköpte även 11/27 mantal från Hulabäck 2 i Steninge och torvlotter i Undars mosse av Steninge 1 & 2. Senare köptes även stora delar Hulabäck 1 & 3 i Steninge och Bökesgård i Harplinge socken. Glasbruket kom till en början att eldas av torv från Undars mosse. Redan under 1874 levererades varor till ett värde av 40.000 kronor. 1876 kunde man leverera glasvaror till ett värde av 140.000 kronor. Under det första året tillverkades enbart buteljer. Året därpå startades även två ugnar för tillverkning av apoteksflaskor och olika sorters hushållsglas. Under detta år tillverkades 4 500 hytthundra (måttenhet för glastillverkning, ett hytthundra motsvarar ungefär hundra enklare glasvaror) vitt glas, 4.000 hytthundra grönt glas och 630.000 buteljer. 1876 lades driften om så att en ugn byggdes om för tillverkning av fönsterglas.
Under slutet av 1870-talet drabbades dock glasbruket av låga priser på glas. 7 november 1880 tvingades man ställa in sina betalningar och 10 december samma år försattes bolaget i konkurs. Vid konkursauktionen i juni 1881 köptes bruket av Ernst Salén, N M Asplund, Fredrik Brusewitz och Oscar Björkbom. De fortsatte driften i kompanjonskap och lät efter några år bilda ett nytt aktiebolag, AB Steninge Glasbruk. Under denna tid satsades helt på tillverkning av fönsterglas.
Oscar Björkbom sålde 1891 sin andel i glasbruket. Bolaget ingick från 1904 som delägare i Förenade Fönsterglasbrukens AB, vilket kom att omfatta nästan alla svenska fönsterglasbruk. Ännu 1915 gick glasbruket bra, men höga priser på stenkol på grund av första världskriget gjorde att man redan 20 februari 1917 lade ned driften vid bruket. När tiderna började förbättras ansågs anläggningen vid Steninge var för föråldrad för att produktionen skulle vara värd att återuppta. Driften av bolagens jordbruk fortsatte dock fram till 1929, då all glasbrukets egendom såldes av inklusive fabriksbyggnaderna som revs. 
För buteljerna användes sand från Steningestrand. För apoteksflaskor och fönsterglas krävdes dock sand av högre kvalitet som köptes från Skåne eller Danmark. Soda köptes från Storbritannien och krita från Malmö. Varorna transporterades från början med skutor från Steningestrand. 1884 byggdes den första hälften av stenbryggan mellan fastlandet och Stora skär, som senare förlängdes hela vägen ut till holmen. Ett järnvägsspår anlades från bolagets torvbrytningsområde i Undars mosse ned till glasbruket, spåret drogs även ut till stenbryggan. Senare anlades även stickspår till glas- och torvströmagasinen. Sedan Harplinge järnvägsstation 1888 fått förbindelse med Göteborg började man i stället att låta transportera varorna dit, till en början med hästskjuts men senare med lastbil.